# Discographie des Killers
La discographie des Killers regroupe l'ensemble des œuvres discographiques du groupe de rock alternatif américain The Killers, formé en 2002 par Brendon Flowers (chant, basse, piano), Dave Kuning (guitare), Ronnie Vannucci.Jr (batterie, percussions) et Mark Stormaer (chœurs, basse, guitare). Ils comptent 7 albums studio et 30 millions de disques vendus.

## Albums studio
- 2004 : Hot Fuss
- 2006 : Sam's town
- 2008 : Day and Age
- 2012 : Battle Born
- 2017 : Wonderful Wonderful
- 2020 : Imploding the Mirage
- 2021 : Pressure Machine

## Compilations
- 2007 : Sawdust
- 2013 : Direct Hits
- 2023 : Rebel Diamonds

## Albums live
- 2009 : Live from the Royal Albert Hall

## Singles
| Année | Titre                           | US Hot 100 | US Pop 100 | US Modern Rock | UK Singles Chart | Australian Singles Chart | Album                                |
| ----- | ------------------------------- | ---------- | ---------- | -------------- | ---------------- | ------------------------ | ------------------------------------ |
| 2004  | Somebody Told Me                | -          | -          | -              | 28               | -                        | Hot Fuss                             |
| 2004  | Mr. Brightside                  | 10         | 5          | 3              | 7                | 29                       | Hot Fuss                             |
| 2004  | All These Things That I've Done | 74         | 58         | 10             | 18               | 42                       | Hot Fuss                             |
| 2005  | Smile Like You Mean It          | -          | -          | 15             | 11               | 47                       | Hot Fuss                             |
| 2006  | When You Were Young             | 14         | 18         | 1              | 2                | 10                       | Sam's Town                           |
| 2006  | Bones                           | -          | -          | 21             | 15               | 22                       | Sam's Town                           |
| 2006  | A Great Big Sled                | 54         | 42         | -              | -                | -                        | A Great Big Sled (Single)            |
| 2007  | Read My Mind                    | 62         | 62         | 8              | 15               | 32                       | Sam's Town                           |
| 2007  | For Reasons Unknown             | -          | -          | 66             | 53               | -                        | Sam's Town                           |
| 2007  | Shadowplay                      |            |            |                |                  |                          | Sawdust                              |
| 2007  | Tranquilize                     |            |            |                |                  |                          | Sawdust                              |
| 2007  | Don't shoot me Santa            |            |            |                |                  |                          | aucun album                          |
| 2008  | Human                           |            |            |                |                  |                          | Day & Age                            |
| 2008  | Spaceman                        |            |            |                |                  |                          | Day & Age                            |
| 2008  | Joseph, better you than me      |            |            |                |                  |                          | aucun album                          |
| 2009  | The world we live in            |            |            |                |                  |                          | Day & Age                            |
| 2009  | A dustland fairytale            |            |            |                |                  |                          | Day & Age                            |
| 2009  | Happy birthday Guadelupe!       |            |            |                |                  |                          | aucun album                          |
| 2010  | Boots                           |            |            |                |                  |                          | aucun album                          |
| 2011  | The cowboys christmas Ball      |            |            |                |                  |                          | (Red) Christmas EP                   |
| 2012  | Runaways                        |            |            |                |                  |                          | Battle born                          |
| 2012  | Miss atomic bonb                |            |            |                |                  |                          | Battle born                          |
| 2012  | I feel it in my bones           |            |            |                |                  |                          | aucun album                          |
| 2012  | Here with me                    |            |            |                |                  |                          | Battle born                          |
| 2013  | Shot at the night               |            |            |                |                  |                          | Direct Hits                          |
| 2013  | Just another girl               |            |            |                |                  |                          | Direct Hits                          |
| 2013  | Christmas in LA                 |            |            |                |                  |                          | aucun album                          |
| 2014  | Joel the lump of Coey           |            |            |                |                  |                          | aucun album                          |
| 2015  | Dirt sleding                    |            |            |                |                  |                          | aucun album                          |
| 2016  | Peace of Mine                   |            |            |                |                  |                          | Sam' Town (10th anniversary édition) |
| 2017  | The man                         |            |            |                |                  |                          | Wonderful Wonderful                  |
| 2017  | Run for cover                   |            |            |                |                  |                          | Wonderful Wonderful                  |
| 2018  | Rut                             |            |            |                |                  |                          | Wonderful Wonderful                  |
| 2019  | Land for the free               |            |            |                |                  |                          | Aucun album                          |
| 2020  | Caution                         |            |            |                |                  |                          | Unloding the mirage                  |
| 2020  | Fire in bones                   |            |            |                |                  |                          | Unloding the mirage                  |
| 2020  | My own soul's Warning           |            |            |                |                  |                          | Unloding the mirage                  |
| 2020  | Dying breed                     |            |            |                |                  |                          | Unloding the mirage                  |
| 2021  | Dustland                        |            |            |                |                  |                          | aucun album                          |

## Soundtrack
- 2004 : Smile Like You Mean It dans Music from the O.C: Mix 2 (bande originale de The O.C.)
- 2007 : Move Away dans Spider-Man 3: The Official Soundtrack
- 2007 : Shadowplay dans Control.
- 2009 : A White Demon Love Song sur la bande originale de Twilight, chapitre II : Tentation
- 2012 : Go All the Way sur la bande originale de Dark Shadows (film)

## Demo
- Oh Yeah, By The Way
- Replaceable
- Desperate
- Waiting For Love
- Mr. Brightside
- Show You How
- Who Let you go?
- Under the Gun

## Acoustiques live à Abbey Road (2006)
- Sam's town
- When You Were Young
- Romeo and Juliet

## Acoustiques (orchestres) live à Abbey Road (2009)
- Human
- A Dustland Fairytale
- Read My Mind

## Autres
- Where Is She? (aussi connue comme Soft Surrender)
- Stereo of Lies
- Time (Reprise de Pink Floyd, jouée dans un petit bout avec On Top)
- Moonage Daydream (Reprise de David Bowie)
- I Won't Let You Down (Prévue dans l'album Sam's Town, Piste abandonnée)
- Rock N' Roll With Me (Reprise de David Bowie, jouée dans un petit bout avec My List)
- Shadowplay (Reprise de Joy Division)
- Can't Take My Eyes Off You (Reprise de Frankie Valli, jouée dans un petit bout avec My List et dans une version raccourcie au Glastonbury 2007.)
- Girls Just Want to Have Fun reprise en concert

## Inédits
- Burning Up - nouvelle piste révélée dans une interview de Musikexpress, février 2007
- Metropolis - nouvelle piste mentionnée dans une interview de l'été 2007